# Accord d'Hendrix
L'accord hendrixien ou accord d'Hendrix (Hendrix chord en anglais) est un terme familier utilisé pour désigner l'accord de dominante 7/9♯, c'est-à-dire l'accord de septième de dominante avec neuvième augmentée, qu'a popularisé le guitariste américain Jimi Hendrix.